# Ragusa, Italia
Ragusa este un oraș în regiunea autonomă Sicilia, Italia, fiind reședința provinciei Ragusa.

## Localități înfrățite
- Croația, Dubrovnik
- România, Rădăuți
- Statele Unite ale Americii, Little Rock, Arkansas
- Malta , Musta
- Franța, Oise
- Paraguay, Asunción
- Italia, Milano

## Demografie
Ragusa - evoluția demografică

|  | Graficele sunt indisponibile din cauza unor probleme tehnice. Mai multe informații se găsesc la Phabricator și la wiki-ul MediaWiki. |

Date: Recensăminte sau birourile de statistică - grafică realizată de Wikipedia